# Rianna Jarrett
Pour les articles homonymes, voir Jarrett.
Rianna Jarrett est une footballeuse internationale irlandaise née le 5 juillet 1994 à Wexford. Elle joue au poste d'attaquante au Wexford Youths. Elle est internationale depuis 2018.

## Biographie
Sélectionnée pour la première fois en équipe nationale en mars 2016 à l'occasion d'un match contre l'Italie, ce match tourne au cauchemar quand elle est remplacée au bout de quelques minutes à cause d'une grave blessure, une rupture du ligament croisé antérieur. C'est alors sa troisième blessure au même genou après  avril 2013 et janvier 2015. La saison 2018 marque son retour au plus haut niveau et sa deuxième sélection internationale.
Rianna Jarrett est nommée joueuse de l'année 2018 du championnat d'Irlande. Elle marque cette saison-là 27 buts en championnat et remporte avec son équipe le championnat et la coupe d'Irlande.
Le 23 janvier 2020, Jarret signe un contrat de six mois avec le club de première division anglaise de Brighton & Hove Albion Women & Girls Football Club. En juillet suivant elle prolonge son contrat pour une saison.
Le 14 juillet 2021, Rianna Jarret signe pour les London City Lionesses qui jouent en Championship, la deuxième division du championnat anglais.

## Palmarès
- Championnat d'Irlande : 2
  - Vainqueur en 2017 et 2018
- Coupe d'Irlande : 2
  - Vainqueur en 2018 et 2019

### Récompenses individuelles
- Meilleure joueuse du championnat d'Irlande 2018
- Membre de l'équipe type du championnat irlandais en 2018
- Meilleure buteuse du championnat d'Irlande 2019 avec 26 buts